# Distrito electoral de East Laird (condado de Frontier, Nebraska)
East Laird (en inglés: East Laird Precinct) es un distrito electoral ubicado en el condado de Frontier en el estado estadounidense de Nebraska. En el Censo de 2010 tenía una población de 353 habitantes y una densidad poblacional de 3,75 personas por km².

## Geografía
East Laird se encuentra ubicado en las coordenadas 40°39′37″N 100°36′4″O / 40.66028, -100.60111. Según la Oficina del Censo de los Estados Unidos, East Laird tiene una superficie total de 94.18 km², de la cual 94.08 km² corresponden a tierra firme y (0.1%) 0.09 km² es agua.

## Demografía
Según el censo de 2010, había 353 personas residiendo en East Laird. La densidad de población era de 3,75 hab./km². De los 353 habitantes, East Laird estaba compuesto por el 98.02% blancos, el 0.85% eran de otras razas y el 1.13% pertenecían a dos o más razas. Del total de la población el 2.27% eran hispanos o latinos de cualquier raza.